# Hjalmar Strååt
Karl Hjalmar Strååt, född 2 juni 1885 i Norrköping, död 5 januari 1971 i Stockholm, var en svensk målare, grafiker, tecknare och konstskriftställare.
Han var son till grosshandlaren Carl August Strååt och Fredrika Josephine Åhnstrand och från 1912 gift med Magda Holmberg och far till Göran Strååt och skådespelaren Hans Strååt samt halvbror till Birger Strååt. Han utexaminerades från Norrköpings tekniska elementarskola 1904 och var därefter under fyra år verksam som möbelritare i Åtvidaberg. Han fick sina grundläggande kunskaper som konstnär vid Nicky Sahlströms målarskola i Norrköping och studerade därefter vid Althins målarskola i Stockholm 1908-1909 och för Emerik Stenberg vid Kungliga konsthögskolan 1910–1913. Under sin studietid deltog han även i Axel Tallbergs etsningsskola vid Konstakademien. Separat ställde han ut ett 30-tal gånger bland annat på Gummesons konsthall, Galleri Brinken i Stockholm samt i Norrköping, Västerås, Örebro, Karlstad och Borås. Han medverkade i Sveriges allmänna konstförenings höstsalonger och decemberutställningar i Stockholm, Grafiska sällskapets utställningar i Stockholm, Svenska konstnärernas förenings utställningar på Konstakademien, Baltiska utställningen, utställningen Svensk konst som visades på Valand-Chalmers i Göteborg, Östgöta konstförenings utställningar i Motala och Linköping samt Riksförbundet för bildande konsts vandringsutställningar. Internationellt medverkade han i en grafikutställning i Leipzig där han belönades med en medalj 1914, de svenska konstutställningarna i Köpenhamn och Wien samt grafikutställningar i Bryssel, Helsingfors och New York. Strååt var ordförande för det Grafiska sällskapet 1921–1944 och som medlem i Föreningen Original-träsnitt bidrog han med träsnitt till föreningens Wis-Bok 1915 och flera av hans grafiska blad utgavs av Föreningen för grafisk konst och Grafiska sällskapet. Som illustratör bidrog han med illustrationer till en samling Bergsmanshistorier av Carl Larsson i By och illustrationer för Dagens nyheter och Stockholms-Tidningen. Som konstskriftställare skrev han minnesrunor och artiklar i Grafiska sällskapets matriklar och andra tidningar. Hans konst består av porträtt, figurer, interiörer, stadsmotiv och landskap från Gotland i olja eller utförda i olika grafiska metoder. Strååt är representerad vid Nationalmuseum, prins Eugens Waldemarsudde, Moderna museet, Stockholms stadsmuseum, Konstakademien, Norrköpings konstmuseum, Västerås konstmuseum, Örebro läns museum, Kalmar konstmuseum, Göteborgs museum, Borås konstmuseum och Värmlands museum.